# 吉田由紀
吉田由紀（よしだ ゆき、1962年3月8日 - ）は、日本の元タレント。

## 来歴・人物
神奈川県藤沢市出身。血液型O型。姉がいる。
神奈川県立藤沢高等学校中退。高校3年生のときに日米交換留学生試験に受かり、3年間留学。アメリカ、テキサス州のルーズベルト高校、トリニティ大学でも学ぶ。帰国後、準ミスユニバースジャパンに選ばれ、深夜番組の11PMに藤本義一のアシスタントとして出演した。